# Róbert namuri gróf
Róbert namuri gróf (? - 884 - ?) az első namuri gróf, akit a korabeli források név szerint említenek. Születésének, koronázásának és halálának sem ideje, sem helye nem ismert.
884-ben III. Károly császár birtokot adományozott "in comitatu Laumacense in villa…Merendrec" egy bizonyos "Sanctio"-nak, aki Róbert gróf ("Rotbertus comes") hűbérese volt. Bár ez a szöveg nem említi világosan, hogy Róbert a terület grófja volt, de ez a legvalószínűbb következtetés. A későbbi namuri grófok feltehetően Róbert leszármazottai, bár ennek semmilyen írásos bizonyítéka nem maradt fenn.